# Eerste Kamerverkiezingen 2011/Kandidatenlijst/SGP
De kandidatenlijst voor de Eerste Kamerverkiezingen 2011 van de Staatkundig Gereformeerde Partij werd als volgt vastgesteld:

## Lijst
1. Gerrit Holdijk
2. Peter Schalk
3. Peter Zevenbergen
4. Diederik van Dijk
5. Dick van Meeuwen
6. George van Heukelom
7. Servaas Stoop
8. Rien Bogerd
9. Dick Heemskerk
10. Jan Luteijn
11. Ton de Jong
12. Gert-Jan Kats
13. Dirk van Dijk
14. Jaap Hoekman

2003 · 2011 · 2015 · 2019 · 2023